# Boris P'aich'adze
Boris P'aich'adze (in georgiano ბორის პაიჭაძე?, in russo Борис Соломонович Пайчадзе?, Boris Solomonovič Pajčadze; Chokhat'auri, 3 febbraio 1915 – Tbilisi, 9 ottobre 1990) è stato un calciatore e allenatore di calcio sovietico.

## Palmarès

### Giocatore

#### Competizioni nazionali
- Pervaja Liga: 1

Dinamo Tbilisi: 1936 (primavera)

### Individuale
- Capocannoniere della Vysšaja Liga: 1

1937 (8 gol)